# Maximilian Wengler
Maximilian Wengler (Roßwein, 14 gennaio 1890 – Pillau-Neutief, 25 aprile 1945) è stato un generale tedesco della Wehrmacht durante la seconda guerra mondiale.

## Biografia
Maximilian era uno dei quattro figli di Maximilian Wengler e Bertha Emilie Kruspe.
Wengler entrò nell'esercito imperiale tedesco unendosi al 9º reggimento di fanteria reale sassone a Zwickau il 28 novembre 1909 e venne promosso tenente il 15 agosto 1910. Con lo scoppio della prima guerra mondiale e la mobilitazione generale, venne trasferito assieme alla 40ª divisione in Belgio ed in Francia. Ebbe modo di distinguersi nel corso della battaglia della Marna e degli scontri di Vitry-le-François, nonostante una ferita alla gamba. Per i suoi servizi lodevoli e l'audacia dimostrata, re Federico Augusto III di Sassonia lo nominò cavaliere dell'Ordine Militare di Sant'Enrico.
Dopo la fine della guerra e la smobilitazione dei suo reggimento, Wengler si ritirò dal servizio militare il 25 febbraio 1919 col grado di capitano.
Negli anni tra le due guerre, Wengler lavorò come direttore di filiale dell'assicurazione Allianz a Essen.
Nel corso della mobilitazione generale dell'agosto 1939, Wengler tornò in servizio col grado di capitano nella Wehrmacht e venne assegnato al 40º reggimento di fanteria di stanza ad Augusta, dove fu impiegato come comandante di compagnia. Come parte della 27ª divisione di fanteria, partecipò all'inizio della seconda guerra mondiale alla campagna in Polonia e nella primavera del 1940 a quella in Francia sul fronte occidentale. Dopo la fine della campagna di Francia, il reggimento di Wengler venne assegnato alla 227ª divisione di fanteria. Fino al settembre del 1941, venne posto in Normandia coi suoi uomini per la difesa delle coste locali. Successivamente passò al 366º reggimento di fanteria ed avanzò su Leningrado e coinvolto nel blocco della città.

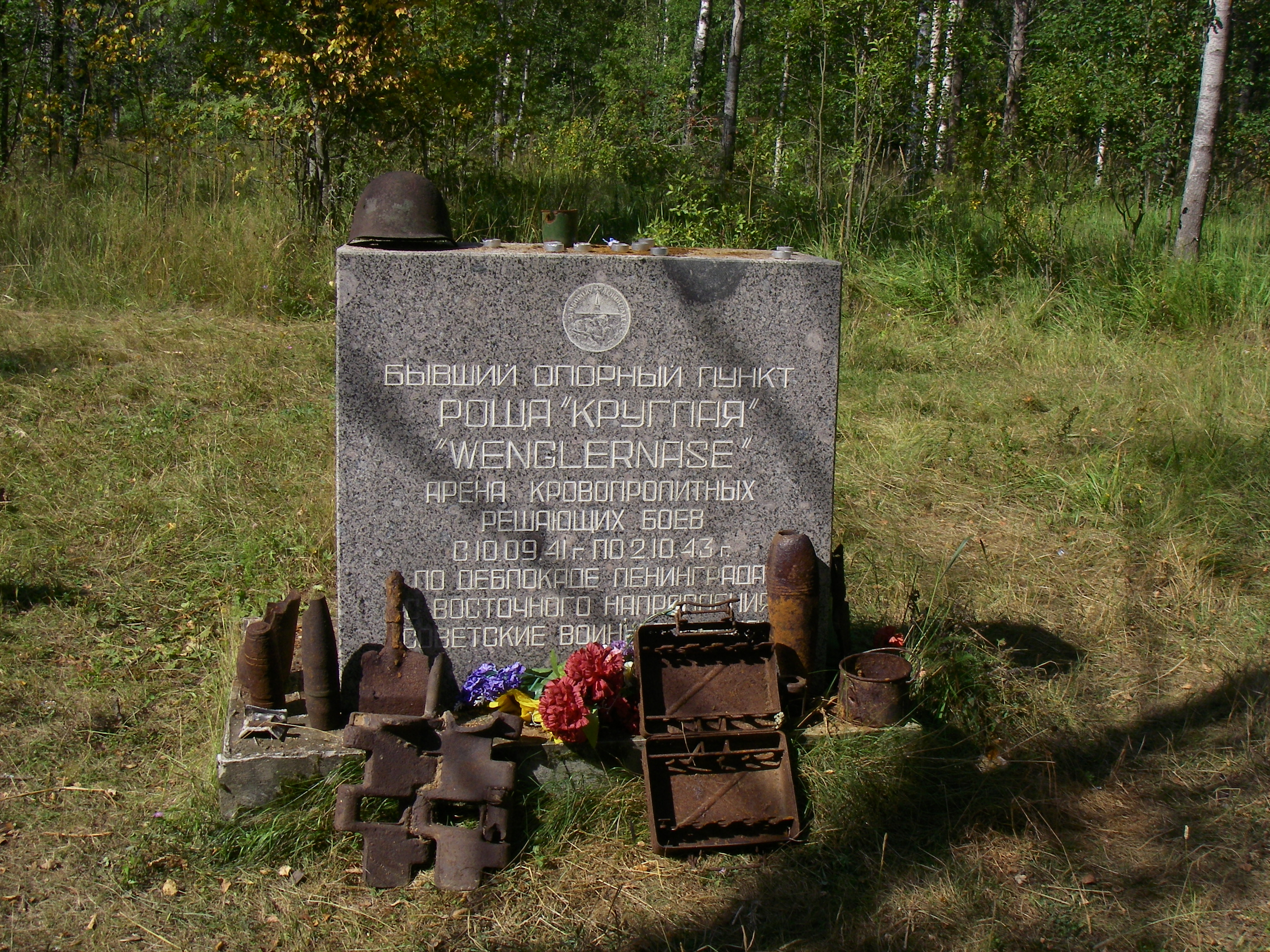
Lapide commemorativa nell'area del "naso di Wengler"

Il 366º reggimento di fanteria, guidato dal neo-promosso tenente colonnello Wengler dall'estate del 1942, svolse un ruolo chiave nella difesa delle posizioni tedesche di fronte a Leningrado, meritandosi la menzione anche in rapporti dell'esercito russo i cui generali lo definivano (caso raro in tempo di guerra) un avversario particolarmente duro da battere. Quando l'Armata Rossa il 19 agosto 1942, durante la prima battaglia di Ladoga, sfondò le linee tedesche, Wengler riuscì a bloccare il nemico col suo reggimento presso Gaitolowo. Sebbene la sua unità fosse stata circondata dai sovietici, i russi non riuscirono a portare a compimento la loro incursione come progettato e quindi i tedeschi riuscirono a contrattaccare e ad accerchiare a loro volta gli uomini dell'Armata Rossa. L'area, dalla forma oblunga ed allungata, divenne nota come il "naso di Wengler". Lo stesso Wengler fu insignito della croce di cavaliere della Croce di Ferro per il suo ruolo avuto in queste battaglie, il 6 ottobre 1942. Successivamente ricevette anche le fronde di quercia per la sua decorazione col grado di colonnello il 22 febbraio 1944 ed il 21 gennaio 1945 anche le spade, rendendolo così uno dei soldati più decorati della Wehrmacht.
Il 15 ottobre 1942, il suo reggimento venne ribattezzato come 366º reggimento granatieri ed egli ne rimase al comando. Dopo il ritiro nel gennaio / febbraio 1944, Wengler guidò un'attenta difesa sulla Narva, che portò ad elevate perdite da parte dell'Armata Rossa. In riconoscimento di questo risultato, Wengler fu nominato comandante della 227ª divisione di fanteria l'11 maggio 1944, venendo menzionato più volte per il valore dimostrato sul campo.
Con l'avanzare dell'offensiva sovietica, la divisione di Wengler, che faceva parte della 18ª armata, venne impiegata dapprima nell'area di Pleskau e poi venne gradualmente spinta verso la Curlandia. Dal febbraio 1945 la divisione di Wengler passò nell'area della Vistola. Il 27 marzo 1945 venne promosso al grado di maggiore generale e nominato comandante dell'83ª divisione di fanteria come successore del tenente generale Wilhelm Heun. Combatté quindi presso Pillau ma rimase ucciso durante un raid aereo a causa dello scoppio di una bomba aerea il 25 aprile 1945. Il suo successore fu il colonnello Hellmuth Raatz che si arrese all'Armata Rossa il giorno dopo la sua morte, il 26 aprile 1945.